# 工人物语II
《工人物语II 》是一款即时战略电脑游戏，由Blue Byte Software开发于1996年发行。玩法与前作工人物语类似，以罗马为主题并增强了画质。

## 玩法
玩家可以玩任意一格战役或通过自定义剧情来玩工人物语II。玩家也可以通过分屏在同一台电脑上与其他玩家进行对抗，但需要额外的鼠标
玩家的主要目标是建造发展经济和征服对手. 每个地图开始时都只有一个仓库、部分工具和材料若干。当选好建筑地后，奴隶通过道路网运输货物和工具，然后由持工具的奴隶来建设。经济是基于原材料的收集，包括食物、石头、木材和矿石。玩家可以分配各个建筑材料的百分比。所有的材料都有其特有的功能，例如：食物可以使矿工去采矿、石头和木材可以建造建筑物不同的矿可以用于建造不同的工具和武器。
玩家拥有有限的领土建造建筑物和道路。 游戏刚开始时，主仓库时主要的建筑辐射周边地带， 可以通过在领土边界地带建设军事建筑来扩展领土。 每个军事建筑需至少一名士兵驻守，以获得领土扩张的奖励。 可通过制作剑和盾牌来征集奴隶升级为士兵。 金条可以提升士兵的等级，使他们在战斗中更加强大。玩家可以派士兵对对手的进行攻击，当击败躲在军事设施中的敌军，占领并获得附近的领地。 当占领敌军的所有军事建筑和仓库时， 屏幕会弹出一个对话框，让玩家选择退出游戏或者继续歼灭敌军。

## 游戏爱好者制作的工具

### 地图编辑器
以下两个是较知名的地图编辑器